# 大病
是2017年上映的美国浪漫喜剧剧情片，由迈克尔·肖沃特执导，艾米莉·V·戈登和庫梅爾·南賈尼编剧，南賈尼与柔依·卡山、荷莉·亨特、雷·羅曼諾、亞努潘·卡爾主演。电影以戈登和南賈尼的感情经历为蓝本，讲述一个跨种族夫妇在生活中碰到的文化差异。
电影于2017年1月20日在圣丹斯电影节全球首映，同年6月23日在美国有限上映，由亚马逊工作室和狮门影业共同发行。电影入选2017年美國電影學會獎年度十佳电影，提名第90屆奧斯卡金像獎最佳原创剧本奖。电影以500万美元制片成本斩获5600万美元的全球票房，成为2017年票房最高的獨立電影。

## 剧情
故事发生在芝加哥，库梅尔是一位苦苦挣扎的单口喜剧演员，平日兼职优步司机。他的父母是来自巴基斯坦的第一代移民，住在芝加哥郊区。一天晚上，在喜剧俱乐部表演后，库梅尔找芝加哥大学的研究生艾米莉睡觉，次日载她回家，并答应以后不再见面。
周末，库梅尔去看望父母，母亲想给他安排婚事，他不感兴趣，但也答应下来。与此同时，库梅尔和艾米丽仍旧交往，最终开始约会。艾米丽坦承自己结过婚，但对库梅尔仍有很深的感情。然而，库梅尔一直躲闪，不愿见她父母。后来艾米丽发现库梅尔跟其他女人相亲，最终决定和他身份。库梅尔伤心不已，但也继续生活下去，将重心放在脱口秀，获得参加蒙特利尔嘻笑節试镜活动的机会。
一天晚上，库梅尔得知艾米丽被送进医院，开车送她回家家。在医生的劝说下，库梅尔签署同意书，让艾米丽在药物引导昏迷接受治疗，事后告知艾米丽在北卡罗来纳州的父母。第二天，艾米丽的父母泰瑞和贝丝出现。两人对库梅尔跟艾米丽分手非常生气，但泰瑞也允许库梅尔以后来见他们。因感染区扩散，艾米丽接受手术，但病情始终没有稳定下来。医生诊断不出艾米丽到底生了什么病，贝丝打算把她送去一间更好的医院。
艾米丽的病情让库梅尔心烦意乱，父母一再要求他结婚，他都置之不理。他将艾米丽的病情告诉他们，他们没有跟他讲道理。另一边厢，艾米丽的感染情况变得无法控制，库梅尔知道她随时都有可能殒命，没有参加蒙特利尔的面试。
第二天早上，艾米丽的病情突然变好，医生让她脱离昏迷状态。在此期间，泰瑞和贝丝逐渐喜欢上了库梅尔，要他过来。艾米丽被诊断出罕见的成人史迪爾氏病，可以完全康复，但抑制力会有所下降。库梅尔要过来看艾米丽，艾米丽拒绝了。在庆祝康复的聚会上，库梅尔要艾米丽一起回去生活，艾米丽拒绝了。艾米丽后来看了蒙特利尔面试的片段，得知库梅尔不顾家人的压力，一直想见他，于是去当地的剧院见他。库梅尔说自己要搬去纽约，追寻脱口秀演员的事业。艾米丽很失望，但也祝他好运。
离开芝加哥前，库梅尔想和家人修复关系。在纽约俱乐部表演的时候，库梅尔遭到一名女观众嘲笑，尽管这名观众是出于鼓励。库梅尔转过身一看，发现那名观众是艾米丽，原来是艾米丽亲自过来看库米尔表演。片尾字幕显示两人最终喜结连理，库梅尔与家人也重修于好。

## 演员
- 庫梅爾·南賈尼 饰 自己，一位有抱负的单口喜剧演员
- 柔依·卡山 饰 艾米丽·加德纳（Emily Gardner），库梅尔女友，原型是库梅尔在现实生活中的妻子艾米莉·V·戈登（英语：Emily V. Gordon）
- 荷莉·亨特 饰 贝丝·加德纳（Beth Gardner），艾米丽的母亲
- 雷·羅曼諾 饰 泰瑞·加德纳（Terry Gardner），艾米丽的父亲
- 亞努潘·卡爾 饰 阿兹马特·南贾尼（Azmat Nanjiani），库梅尔父亲
- 泽诺比娅·谢罗夫（英语：Zenobia Shroff） 饰 沙米恩·南贾尼（Sharmeen Nanjiani），库梅尔母亲
- 阿黛爾·阿赫塔爾 饰 纳维德·南贾尼（Naveed Nanjiani），库梅尔的弟弟
- 柏·本漢 饰 CJ，脱口秀演员，库梅尔的朋友
- 艾迪·布莱恩特（英语：Aidy Bryant） 饰 玛丽（Mary），脱口秀演员，库梅尔的朋友
- 库尔特·布劳诺勒（英语：Kurt Braunohler） 饰 克里斯（Chris），脱口秀演员，库梅尔的朋友兼室友
- 薇拉·洛弗尔（英语：Vella Lovell） 饰 卡蒂贾（Khadija），库梅尔父母给他安排的相亲对象
- 杰里米·萨默斯（英语：Jeremy Shamos） 饰 鲍勃·达拉文（Bob Dalavan），演员经纪人
- 大卫·艾兰·格里尔（英语：David Alan Grier） 饰 安迪·多德（Andy Dodd），Playground Stadium主理人兼喜剧表演MC
- 艾德·赫布斯特曼（Ed Herbstman）饰 山姆·海史密斯（Sam Highsmith），不讨喜的脱口秀演员
- 希娜兹·特雷苏瑞瓦拉（英语：Shenaz Treasurywala） 饰 法蒂玛·南贾尼（Fatima Nanjiani），库梅尔的弟媳
- 丽贝卡·内奥米·琼斯（英语：Rebecca Naomi Jones） 饰 杰西（Jesse）
- 古忽·维玛（Kuhoo Verma）饰 祖贝达（Zubeida）
- 米卓拉·朱哈里（英语：Mitra Jouhari） 饰 雅兹敏（Yazmin）
- 赛莱斯特·阿里亚斯（Celeste Arias）饰 丹妮丝（Denise）
- 杰夫·布卢门克兰兹（英语：Jeff Blumenkrantz） 饰 怀特医生（Dr. Wright）
- 琳达·埃蒙德（英语：Linda Emond） 饰 坎宁安医生（Dr. Cunningham）
- 苏沙姆·贝迪（英语：Susham Bedi） 饰 蒂娜（Tina），卡蒂贾母亲
- 拉胡尔·贝迪（Rahul Bedi）饰 法尔汗（Farhan），卡蒂贾父亲

## 制片

### 开发
2015年12月，消息指庫梅爾·南賈尼与妻子艾米莉·V·戈登为影片编剧，賈德·阿帕托和巴瑞·门德尔以名下的阿帕托制片和阿帕托制片的名义担任监制，南贾尼本人主演。迈克尔·安德鲁斯为电影配乐。

### 选角
2016年2月，柔依·卡山加盟剧组。同年4月，荷莉·亨特和雷·羅曼諾加盟。和影片其他角色不同，亨特和罗曼诺在片中饰演的女主角父母不是以艾米丽·V·戈登在现实生活中的父母为原型，亨特在参演前没有接触过戈登的母亲，而是希望“自由发挥”。同年5月，艾迪·布莱恩特、柏·本漢、阿黛爾·阿赫塔爾和库尔特·布劳诺勒加盟剧组。大卫·艾兰·格里尔也加盟剧组，南賈尼妻子艾米丽在《杰洛向前冲》担任编剧的时候，两人就已经认识。格里尔的戏份属于电影的次要情节，在最终剪辑版中被删掉。
2016年6月，亞努潘·卡爾加盟剧组，是他在南贾尼父亲的引荐下加盟的。卡尔表示，他在片中的最后一场戏是最先拍摄的，影片是他出演的第500部长片。

### 编剧
影片由南賈尼与妻子艾米丽共同编剧，以两人在2007年结婚前求爱的故事为蓝本。南贾尼表示，写一部关于他们夫妇俩的剧本，最开始是由影片的制片人賈德·阿帕托建议的，两人曾于2012年在播客节目《你让事情变得奇怪》的一期节目中碰面。剧本历时三年开发，采用半自传体，除了两位主角以南贾尼夫妇的经历为原型外，两人感情生活中的事情也在影片中展现。片中南贾尼在脱口秀演出期间被观众嘲笑的场景改编自荷莉·亨特亲身经历，当时她在美国网球公开赛期间嘲笑一位未具名的选手，这一部分未写入剧本初稿。

### 摄制
主体拍摄于2016年5月11日启动。

## 发行
影片于2017年1月20日在圣丹斯电影节首映。首映后不久，亞馬遜工作室以1200万美元买下电影发行权，是电影节期间价格第二高的交易。狮门与亚马逊在美国联合发行影片，宣发费用约2000万美元。影片于2017年3月16日在西南偏南，荣获电影节观众票选最受欢迎电影奖。同年6月23日，电影在美国有限上映，7月14日公映。

## 反响

### 票房
影片北美票房4290万美元，海外票房1340万美元，全球票房合计5620万美元。
小规模上映首周，电影从5间影院进账421,577美元（场均84,315美元，为2017年最佳，至同年11月被《淑女鳥》打破），位列票房榜第17位。之后在2597间影院公映，首周末预计获得900万到1100万票房，实收760万，位列票房榜第5位。至7月25日，电影票房突破2600万，成为2017年票房第二高的獨立電影。

### 专业评价
根据評論匯總网站爛番茄汇总的303篇评论文章，98%的评论家给予该作正面评价，平均打分为8.3分（满分10分）。该网站总结的评论家共识是“《大病》风趣、感人、富有智慧，用吸引人的主角和跨文化主题证明在浪漫喜剧的标准范式下，仍有一些新鲜视角有待探索。”电影入选烂番茄2017年夏日电影榜第1名。在Metacritic上，47位影評人共給予了86分的分數（滿分100分），這部電影獲得了「一致好評」。影院评分观众评级“A”（评级从A+到F）。
《多倫多星報》影评人彼得·霍威尔（Peter Howell）给影片打出4/4星评价，盛赞电影“搞笑又让人觉得心碎”，同时表扬所有演员的表现。《芝加哥太陽報》影评人理查德·罗珀赞扬电影“风趣、聪明、睿智、傻气，既浪漫甜蜜，又带有一丝愤世嫉俗的意味”，“毫无疑问是我一段时间以来看过的最好的浪漫喜剧片”。《纽约时报》影评人玛诺拉·达吉斯将影片列为“时报影评人严选作品”（NYT Critic's Pick），认可迈克尔·肖沃特的导演工作，以及艾米丽和库梅尔的编剧“用一个讲述爱情、死亡，以及21世纪美国人日常笑料的真实故事，重振常常被淡忘的子流派”。
《每日电讯报》的罗比·科林给出中肯评价，在称赞主角表现的同时，也认为导演肖沃特“丝毫没有削弱男女主角不可磨灭的魅力”。《紐約客》的理查德·布罗迪认为电影存在愉悦感过强的问题，这种愉悦感稀释了电影的实质，淡化了电影的基调，削弱了电影的喜剧性。

### 奖项
2017年7月，AwardsDaily组织100名影评人评选2017年已上映最佳电影，影片排名第二，仅次于《逃出絕命鎮》。
| 大奖                       | 颁奖日期       | 奖项                     | 获得者                                                             | 结果  | 参考                 |
| -------------------------- | -------------- | ------------------------ | ------------------------------------------------------------------ | ----- | -------------------- |
| 美国退休人员协会成人电影奖 | 2018年2月5日   | 最佳女配角               | 荷莉·亨特                                                          | 提名  | [ 47 ] [ 48 ] [ 49 ] |
| 美国退休人员协会成人电影奖 | 2018年2月5日   | 最佳跨代电影             | 《大病》                                                           | 提名  | [ 47 ] [ 48 ] [ 49 ] |
| 奥斯卡金像奖               | 2018年3月4日   | 最佳原创剧本             | 艾米丽·戈登、庫梅爾·南賈尼                                         | 提名  | [ 50 ]               |
| 美国电影学会               | 2018年1月5日   | 年度十佳电影             | 《大病》                                                           | 獲獎  | [ 51 ]               |
| 奥斯汀影评人协会           | 2018年1月8日   | 最佳女配角               | 荷莉·亨特                                                          | 提名  | [ 52 ]               |
| 奥斯汀影评人协会           | 2018年1月8日   | 最佳原创剧本             | 艾米丽·V·戈登、庫梅爾·南賈尼                                       | 提名  | [ 52 ]               |
| 奥斯汀影评人协会           | 2018年1月8日   | 年度十佳电影             | 《大病》                                                           | 第9名 | [ 52 ]               |
| 芝加哥影评人协会           | 2017年12月12日 | 最佳女配角               | 荷莉·亨特                                                          | 提名  | [ 53 ] [ 54 ]        |
| 芝加哥影评人协会           | 2017年12月12日 | 最佳原创剧本             | 艾米丽·V·戈登、庫梅爾·南賈尼                                       | 提名  | [ 53 ] [ 54 ]        |
| 评论家选择电影奖           | 2018年1月11日  | 最佳電影                 | 《大病》                                                           | 提名  | [ 55 ]               |
| 评论家选择电影奖           | 2018年1月11日  | 最佳女配角               | 荷莉·亨特                                                          | 提名  | [ 55 ]               |
| 评论家选择电影奖           | 2018年1月11日  | 最佳劇本                 | 艾米丽·V·戈登、庫梅爾·南賈尼                                       | 提名  | [ 55 ]               |
| 评论家选择电影奖           | 2018年1月11日  | 最佳喜劇電影             | 《大病》                                                           | 獲獎  | [ 55 ]               |
| 评论家选择电影奖           | 2018年1月11日  | 最佳喜劇男主角           | 庫梅爾·南賈尼                                                      | 提名  | [ 55 ]               |
| 评论家选择电影奖           | 2018年1月11日  | 最佳喜劇女主角           | 柔依·卡山                                                          | 提名  | [ 55 ]               |
| 达拉斯—沃斯堡影评人协会    | 2017年12月13日 | 最佳女配角               | 荷莉·亨特                                                          | 第4名 | [ 56 ]               |
| 底特律影评人协会           | 2017年12月7日  | 最佳剧本                 | 艾米丽·V·戈登、庫梅爾·南賈尼                                       | 提名  | [ 57 ]               |
| 底特律影评人协会           | 2017年12月7日  | 最佳女配角               | 荷莉·亨特                                                          | 提名  | [ 57 ]               |
| 底特律影评人协会           | 2017年12月7日  | 最佳整体演出             | 《大病》                                                           | 提名  | [ 57 ]               |
| 帝國獎                     | 2018年3月18日  | 最佳喜剧片               | 《大病》                                                           | 提名  | [ 58 ] [ 59 ]        |
| 佛罗里达影评人协会         | 2017年12月23日 | 最佳女配角               | 荷莉·亨特                                                          | 提名  | [ 60 ] [ 61 ]        |
| 佛罗里达影评人协会         | 2017年12月23日 | 最佳原创剧本             | 艾米丽·V·戈登、庫梅爾·南賈尼                                       | 提名  | [ 60 ] [ 61 ]        |
| 佛罗里达影评人协会         | 2017年12月23日 | 最佳原创剧本             | 《大病》                                                           | 提名  | [ 60 ] [ 61 ]        |
| 乔治亚影评人协会           | 2018年1月12日  | 最佳影片                 | 《大病》                                                           | 提名  | [ 62 ]               |
| 乔治亚影评人协会           | 2018年1月12日  | 最佳女配角               | 荷莉·亨特                                                          | 提名  | [ 62 ]               |
| 乔治亚影评人协会           | 2018年1月12日  | 最佳原创剧本             | 艾米丽·V·戈登、庫梅爾·南賈尼                                       | 提名  | [ 62 ]               |
| 哥谭奖                     | 2017年11月27日 | 最佳剧本                 | 艾米丽·V·戈登、庫梅爾·南賈尼                                       | 提名  | [ 63 ]               |
| 休斯顿影评人协会           | 2018年1月6日   | 最佳影片                 | 《大病》                                                           | 提名  | [ 64 ]               |
| 休斯顿影评人协会           | 2018年1月6日   | 最佳女配角               | 荷莉·亨特                                                          | 提名  | [ 64 ]               |
| 休斯顿影评人协会           | 2018年1月6日   | 最佳剧本                 | 艾米丽·V·戈登、庫梅爾·南賈尼                                       | 提名  | [ 64 ]               |
| 人道主义奖                 | 2018年2月16日  | 最佳喜剧片               | 艾米丽·V·戈登、庫梅爾·南賈尼                                       | 提名  | [ 65 ]               |
| IGN奖                      | 2017年12月19日 | 年度电影                 | 《大病》                                                           | 提名  | [ 66 ]               |
| IGN奖                      | 2017年12月19日 | 最佳喜剧片               | 《大病》                                                           | 亚军  | [ 66 ]               |
| IGN奖                      | 2017年12月19日 | 最佳电影主角             | 庫梅爾·南賈尼                                                      | 提名  | [ 66 ]               |
| IGN奖                      | 2017年12月19日 | 最佳电影配角             | 荷莉·亨特                                                          | 提名  | [ 66 ]               |
| IGN奖                      | 2017年12月19日 | 最佳电影配角             | 雷·羅曼諾                                                          | 提名  | [ 66 ]               |
| 獨立精神獎                 | 2018年3月3日   | 最佳女配角               | 荷莉·亨特                                                          | 提名  | [ 67 ]               |
| 獨立精神獎                 | 2018年3月3日   | 最佳剧本处女作           | 艾米丽·V·戈登、庫梅爾·南賈尼                                       | 獲獎  | [ 67 ]               |
| IndieWire影评人票选        | 2017年12月19日 | 最佳女配角               | 荷莉·亨特                                                          | 第4名 | [ 68 ]               |
| 伦敦影评人协会             | 2018年1月28日  | 年度最佳女配角           | 荷莉·亨特                                                          | 提名  | [ 69 ]               |
| 化妆发型师协会             | 2018年2月24日  | 最佳现代片化妆           | 克尔斯滕·西尔维斯特（Kirsten Sylvester）、莱奥·元（Leo Won）       | 提名  | [ 70 ]               |
| 化妆发型师协会             | 2018年2月24日  | 最佳现代片发型           | 托妮娅·西科内（Tonia Ciccone）、托尼·罗曼·格林（Toni Roman-grimm） | 提名  | [ 70 ]               |
| 在线影评人协会             | 2017年12月28日 | 最佳女配角               | 荷莉·亨特                                                          | 提名  | [ 71 ]               |
| 棕榈泉国际电影节           | 2018年1月2日   | 生涯成就奖               | 荷莉·亨特                                                          | 獲獎  | [ 72 ]               |
| 美国制片人工会奖           | 2018年1月20日  | 最佳院线电影             | 賈德·阿帕托、巴瑞·门德尔                                           | 提名  | [ 73 ]               |
| 聖地牙哥影評人協會         | 2017年12月11日 | 最佳女配角               | 荷莉·亨特                                                          | 提名  | [ 74 ] [ 75 ]        |
| 聖地牙哥影評人協會         | 2017年12月11日 | 最佳原创剧本             | 艾米丽·V·戈登、庫梅爾·南賈尼                                       | 提名  | [ 74 ] [ 75 ]        |
| 聖地牙哥影評人協會         | 2017年12月11日 | 最佳喜剧表演             | 雷·罗曼诺                                                          | 提名  | [ 74 ] [ 75 ]        |
| 舊金山灣區影評人協會       | 2017年12月10日 | 最佳女配角               | 荷莉·亨特                                                          | 提名  | [ 76 ]               |
| 舊金山灣區影評人協會       | 2017年12月10日 | 最佳原创剧本             | 艾米丽·V·戈登、庫梅爾·南賈尼                                       | 提名  | [ 76 ]               |
| 圣巴巴拉国际电影节         | 2018年1月31日  | 大师奖（Virtuoso Award） | 庫梅爾·南賈尼                                                      | 獲獎  | [ 77 ]               |
| 卫星奖                     | 2018年2月10日  | 最佳電影                 | 《大病》                                                           | 提名  | [ 78 ]               |
| 卫星奖                     | 2018年2月10日  | 最佳女配角               | 荷莉·亨特                                                          | 提名  | [ 78 ]               |
| 美國演員工會獎             | 2018年1月21日  | 最佳电影整体演出         | 《大病》                                                           | 提名  | [ 79 ]               |
| 美國演員工會獎             | 2018年1月21日  | 最佳女配角               | 荷莉·亨特                                                          | 提名  | [ 79 ]               |
| 西雅图影评人协会           | 2017年12月18日 | 最佳女配角               | 荷莉·亨特                                                          | 提名  | [ 80 ]               |
| 西雅图影评人协会           | 2017年12月18日 | 最佳剧本                 | 艾米丽·V·戈登、庫梅爾·南賈尼                                       | 提名  | [ 80 ]               |
| 西南偏南                   | 2017年3月18日  | 观众票选最佳电影奖       | 《大病》                                                           | 獲獎  | [ 81 ]               |
| 圣路易斯影评人协会         | 2017年12月17日 | 最佳女配角               | 荷莉·亨特                                                          | 亚军  | [ 82 ]               |
| 圣路易斯影评人协会         | 2017年12月17日 | 最佳原创剧本             | 艾米丽·V·戈登、庫梅爾·南賈尼                                       | 提名  | [ 82 ]               |
| 华盛顿特区影评人协会       | 2017年12月8日  | 最佳女配角               | 荷莉·亨特                                                          | 提名  | [ 83 ]               |
| 华盛顿特区影评人协会       | 2017年12月8日  | 最佳原创剧本             | 艾米丽·V·戈登、庫梅爾·南賈尼                                       | 提名  | [ 83 ]               |
| 女性影评人协会             | 2017年12月17日 | 最佳银幕情侣             | 《大病》                                                           | 獲獎  | [ 84 ] [ 85 ]        |
| 美国编剧工会奖             | 2018年2月11日  | 最佳原创剧本             | 艾米丽·V·戈登、庫梅爾·南賈尼                                       | 提名  | [ 86 ]               |

## 争议
电影将南亚女性被描绘成刻板且不受欢迎的女性，遭到批评。另外，一半白人一半黑人血统的薇拉·洛弗尔扮演了一位口音很别扭的巴基斯坦恋人。为此，南贾尼在2021年回应道：“在很长一段时间里，我们的电影是第一部有多位印度女性角色出现的电影，你看到的最开始出场的几个印度女性都被简单带过了......大家都从角色们的身上看到了自己的影子，这是我感到非常遗憾的事情，我现在不是这样安排了。”